# Maria Skalicka
Maria Skalicka, właśc. Maria Handrich (ur. 19 sierpnia 1923 w Ustroniu, zm. 29 września 2002 w Katowicach) – polska działaczka społeczna, bibliofilka, kolekcjonerka dzieł sztuki i popularyzatorka Śląska Cieszyńskiego, patronka Muzeum Zbiorów Marii Skalickiej w Ustroniu Brzegach.

## Życiorys
Była córką Polki i Austriaka. Uczyła się w Gimnazjum Kupieckim w Cieszynie, ale wybuch II wojny światowej przerwał jej edukację. Maturę zdała w 1948, po czym poszła na studia ekonomiczne do Wrocławia. Nakaz pracy sprawił, że przeniosła się do Katowic, gdzie mieszkała do końca życia. Pracowała w przedsiębiorstwach przemysłu węglowego.
Pozostała panną. Jej narzeczonego Niemcy rozstrzelali w czasie II wojny światowej. Po 1945 zmieniła niemieckobrzmiące nazwisko Handrich na Skalicka.
W 1993 podarowała władzom miasta Ustroń swój dom z ogrodem, tym samym fundując muzeum w Ustroniu Brzegach. Przekazała na jego własność część swoich zbiorów bibliotecznych – około 1 400 woluminów i „białych kruków”, jak również druki bibliofilskie. Trafiły do Książnicy Cieszyńskiej. Gromadziła stare pocztówki i książki, elementy strojów regionalnych, przedmioty użytkowe. Zebrała 3,5 tysiąca sztuk ekslibrisów oraz literatury ekslibrisologicznej, poza tym kolekcję grafik i obrazów wybitnych twórców, zbiór medali, stare pieczęcie i monety. Jeden z cennych starodruków przekazała Muzeum Archidiecezjalnemu w Katowicach.
Była aktywną działaczką kilku stowarzyszeń. Prowadziła działalność popularnonaukową. Wygłaszała odczyty o postaciach z historii Śląska Cieszyńskiego. Współorganizowała koncerty muzyczne w kościele Zmartwychwstania Pańskiego w Katowicach. Była członkinią i społeczną pracownicą Śląskiej Ekspozytury Towarzystwa Chopinowskiego w Katowicach. Należała do Towarzystwa Miłośników Ustronia. Przyczyniła się do upamiętnienia kompozytora Jana Sztwiertni w postaci pomnika w Ustroniu.
Publikowała na łamach miesięcznika „Słowo i Myśl”. Napisała kronikę „W kręgu bibliofilów śląskich” za lata 1968–1988. Napisała wstęp do druków bibliofilskich dotyczących Jana Wantuły i Tobiasza Wiszniowskiego.
Została pochowana na ewangelickim cmentarzu w Katowicach.

## Nagrody i wyróżnienia
- 1972 – Srebrna Odznaka Zasłużonemu w Rozwoju Województwa Katowickiego
- 1986 – Złota Odznaka Zasłużonemu w Rozwoju Województwa Katowickiego
- 1986 – Dyplom Honorowy za aktywną pracę w Macierzy Ziemi Cieszyńskiej
- 1988 – Złota Odznaka Zasłużonemu dla Śląskiego Towarzystwa Przyjaciół Książki
- 1989 – Dyplom Uznania Prezydenta Miasta Katowic za długoletnią działalność w społecznym ruchu kulturalnym
- 1992 – Odznaka Zasłużonego Działacza Kultury przyznana przez Ministerstwo Kultury i Sztuki
- 1993 – Honorowy Dyplom Uznania za Zasługi dla Miasta Ustronia
- 1998 – Honorowa Odznaka za Zasługi dla Województwa Bielskiego
- 2008 (pośmiertnie) – Honorowa Członkini Towarzystwa Miłośników Książki i Grafiki[1]

## Upamiętnienie
Jest jedną z bohaterek Cieszyńskiego Szlaku Kobiet opracowanego przez Władysławę Magierę.